# Punta Cires
Punta Cires (em francês: Point Cires; em árabe: سيريس; em português: Ponta Cires) é um ilhéu situado ao largo da costa do Estreito de Gibraltar de Marrocos e pertencente a este país. Situado a cerca de 100  da costa, perto do porto de Tânger e 6 km a oeste do ilhéu de Perejil. Faz parte da província de Tânger-Tetuão, é desabitado e abriga um farol.